# Nikon F6
Le Nikon F6 est le dernier appareil photographique reflex mono-objectif argentique de la série F de Nikon. Le boîtier est tropicalisé et possède un viseur à couverture 100 %. Il a été commercialisé de 2004 à octobre 2020.

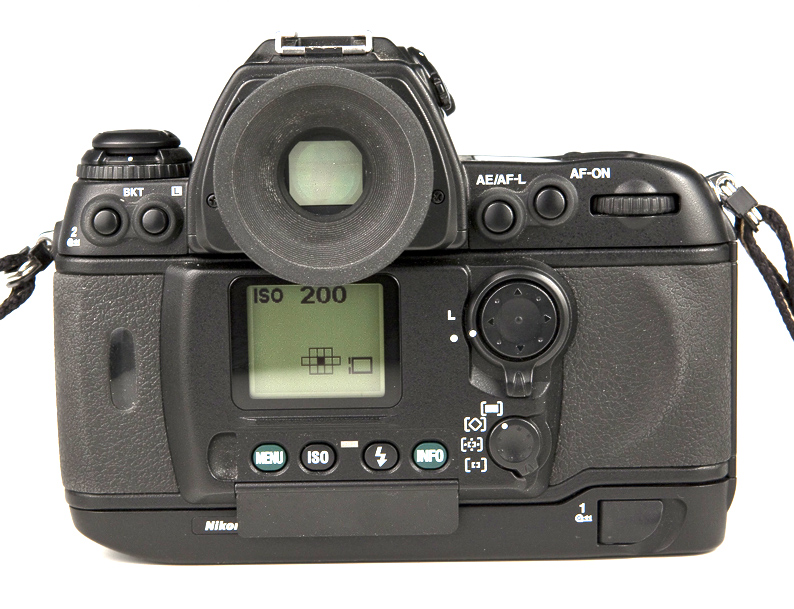
Nikon F6 avec oculaire caoutchouc (option) vu de dos.